# ABLAI (Miliz)
Die ABLAI, die Kurzform für „Aku Berjuang Lestarikan Amanat Integrasi“ (deutsch Ich kämpfe darum, den Integrationsauftrag aufrechtzuerhalten) war eine pro-indonesische Miliz (Wanra) im von Indonesien seit 1975 besetzten Osttimor. Ihr Chef war Nazario Corte-Real.

## Hintergrund
Corte-Real erklärte in einem Interview, die Gründung der Miliz sei nach einem Überfall der Forças Armadas de Libertação Nacional de Timor-Leste (FALINTIL) auf einen Militärstützpunkt in Dotik am 9. November 1998 notwendig geworden. In der Realität wurde ABLAI, wie die anderen Milizen eingesetzt, um Befürworter der Unabhängigkeit Osttimors von Indonesien zu bestrafen und die Bevölkerung im Vorfeld des Unabhängigkeitsreferendums in Osttimor am 30. August 1999 einzuschüchtern. Die offizielle Gründung fand am 11. März 1999 statt. Nach der Bekanntgabe des Ergebnisses des Wahlgangs am 4. September übten die Milizen, zusammen mit den indonesischen Sicherheitskräften, in der Operation Donner eine Vergeltungsaktion gegen die Osttimoresen aus. Am 27. August wurde ein Funkspruch des indonesischen Militärs abgefangen, in dem die ABLAI angewiesen wurde, „unsere Leute“ zur Stimmabgabe beim Rerendum zu drängen.
Die ABLAI hatte etwa 400 Mitglieder und etwa 70 Schusswaffen zur Verfügung. Ihr Operationsgebiet war der Distrikt Manufahi, im Süden von Osttimor. Corte-Real behauptete gegenüber Reportern, seine Miliz hätte 5000 Mitglieder, aufgeteilt in 15 „Kompanien“, von denen eine ausschließlich aus Frauen bestehe.
Die Miliz stand in enger Verbindung zu den Streitkräften Indonesiens und höchstwahrscheinlich zu Kopassus. Ein durchgesickerter Brief von José Abílio Osório Soares, dem indonesischen Gouverneur von Osttimor erwähnt, dass die ABLAI Mittel der Weltbank erhalten sollte, die eigentlich zur Armutsbekämpfung gedacht waren.

## Verbrechen gegen die Menschlichkeit

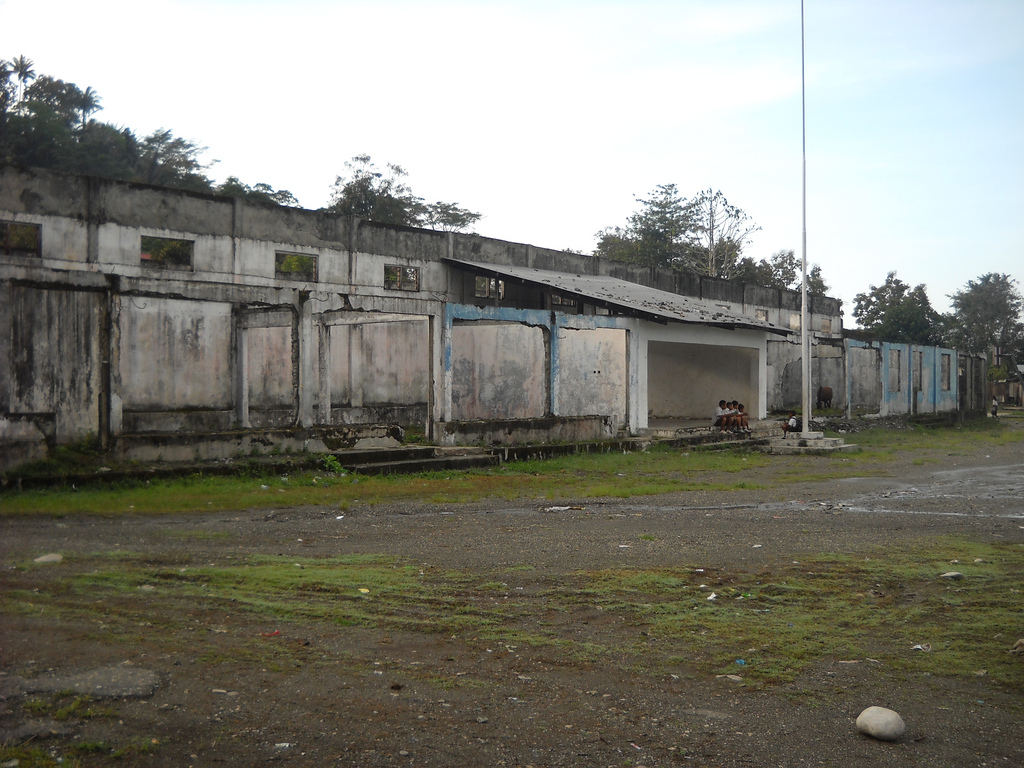
Der in der Operation Donner 1999 zerstörte Markt von Same

Am 21. Mai 1999 wurde die 30-jährige Anina in Letefoho von ABLAI-Milizionären verhaftet. Man beschuldigte sie, Lebensmittel an die FALINTIL geschickt zu haben. Anina wurde gefoltert und eine Woche lang eingesperrt, bevor man sie wieder freiließ.
Anfang Juni 1999 versuchten Mitglieder der ABLAI Dorfbewohner daran zu hindern, sich für das Unabhängigkeitsreferendum registrieren zu lassen. Am 6. August sollen Milizionäre den Osttimoresen Antero da Costa niedergestochen haben.
Unmittelbar nach der Wahl bedrohten schwer bewaffnete ABLAI-Milizionäre UNAMET-Mitarbeiter mit dem Tode. Unter anderem trugen sie einen Granatwerfer. Am 4. September zwangen sie die UNAMET-Mitarbeiter den Posten in der Distriktshauptstadt Same zu räumen. Vier lokale Mitarbeiter verschwanden.
Zwei Milizionäre der ABLAI wurden Anfang 2001, nach dem Abzug der Indonesier, in Dili wegen dreier Morde, die sie im August und September 1999 begangen hatten, vor Gericht gestellt.